# Academy Boyz
Academy Boyz è un film del 1997 diretto da Dennis Cooper.